# Campionati italiani assoluti di atletica leggera 2008
I XCVIII campionati italiani assoluti di atletica leggera si sono tenuti a Cagliari, dal 18 al 20 luglio 2008. Sono stati assegnati 42 titoli italiani in 21 specialità, al maschile e al femminile.
Durante la manifestazione si sono svolti anche i campionati italiani assoluti di prove multiple, che hanno visto l'assegnazione di due titoli: uno nell'eptathlon e uno nel decathlon.

## Risultati

### Uomini
| Specialità                                                                              | Oro                                                                                         | Prestazione | Argento                                                                                         | Prestazione | Bronzo                                                                                      | Prestazione |
| Corse                                                                                   |                                                                                             |             |                                                                                                 |             |                                                                                             |             |
| 100 m                                                                                   | Fabio Cerutti Gruppi Sportivi Fiamme Gialle                                                 | 10"21       | Jacques Riparelli Centro Sportivo Aeronautica Militare                                          | 10"29       | Simone Collio Gruppi Sportivi Fiamme Gialle                                                 | 10"31       |
| 200 m                                                                                   | Matteo Galvan Gruppi Sportivi Fiamme Gialle                                                 | 20"97       | Alessandro Guazzi Atletica Studentesca CA.RI.RI.                                                | 21"08       | Diego Marani Libertas Mantova                                                               | 21"19       |
| 400 m                                                                                   | Andrea Barberi Gruppi Sportivi Fiamme Gialle Luca Galletti Centro Sportivo Carabinieri      | 46"93       | -                                                                                               | -           | Teo Turchi Centro Sportivo Carabinieri                                                      | 47"29       |
| 800 m                                                                                   | Livio Sciandra Centro Sportivo Aeronautica Militare                                         | 1'48"43     | Dario Ceccarelli Pro Sesto Atletica                                                             | 1'51"50     | Giovanni Bellino CUS Bari                                                                   | 1'51"82     |
| 1500 m                                                                                  | Lukas Rifesser Centro Sportivo Esercito                                                     | 3'45"65     | Marco Najibe Salami Centro Sportivo Esercito                                                    | 3'45"72     | Fabio Lettieri Centro Sportivo Aeronautica Militare                                         | 3'46"11     |
| 5000 m                                                                                  | Daniele Meucci Centro Sportivo Esercito                                                     | 14'12"28    | Stefano La Rosa Centro Sportivo Carabinieri                                                     | 14'13"44    | Domenico Ricatti Centro Sportivo Aeronautica Militare                                       | 14'20"08    |
| 10 000 m                                                                                | Stefano La Rosa Centro Sportivo Carabinieri                                                 | 29'52"95    | Daniele Meucci Centro Sportivo Esercito                                                         | 29'52"96    | Domenico Ricatti Centro Sportivo Aeronautica Militare                                       | 30'27"42    |
| 3000 m siepi                                                                            | Yuri Floriani Gruppi Sportivi Fiamme Gialle                                                 | 8'44"93     | Angelo Iannelli Gruppo Sportivo Fiamme Azzurre                                                  | 8'50"99     | Berardino Chiarelli Gruppo Sportivo Fiamme Azzurre                                          | 8'53"58     |
| 110 m hs                                                                                | Emanuele Abate Gruppo Sportivo Fiamme Oro                                                   | 13"75       | Andrea Alterio Gruppi Sportivi Fiamme Gialle                                                    | 13"87       | Stefano Tedesco Gruppi Sportivi Fiamme Gialle                                               | 14"17       |
| 400 m hs                                                                                | Nicola Cascella Centro Sportivo Aeronautica Militare                                        | 50"99       | Claudio Citterio Gruppo Sportivo Fiamme Oro                                                     | 51"62       | Federico Rubeca Gruppi Sportivi Fiamme Gialle                                               | 51"65       |
| Marcia 10 000 m                                                                         | Ivano Brugnetti Gruppi Sportivi Fiamme Gialle                                               | 39'12"33    | Jean-Jacques Nkouloukidi Gruppi Sportivi Fiamme Gialle                                          | 40'14"57    | Giorgio Rubino Gruppi Sportivi Fiamme Gialle                                                | 41'13"11    |
| Staffetta 4×100 m                                                                       | Gruppo Sportivo Fiamme Oro Francesco Agresti Maurizio Checcucci Lorenzo Tendi Giuseppe Aita | 40"25       | Centro Sportivo Aeronautica Militare Stefano Teglielli Andrea Cocchi Luca Ceglie Marco Torrieri | 41"07       | Atletica AVIS Macerata Carlo Nardi Alessandro Berdini Marco Scalpelli Filippo Michele Reina | 41"56       |
| Staffetta 4×400 m                                                                       | Centro Sportivo Carabinieri Teo Turchi Domenico Rao Marco Salvucci Luca Galletti            | 3'09"71     | Atletica Cento Torri Pavia Diego Zuodar Dorino Sirtoli Eugenio Mattei Marco Marsadri            | 3'11"12     | Gruppo Sportivo Fiamme Oro Francesco Costa Alessandro Bracciali Luca Bartoli Edoardo Vallet | 3'14"58     |
| Concorsi                                                                                |                                                                                             |             |                                                                                                 |             |                                                                                             |             |
| Salto in alto                                                                           | Filippo Campioli Centro Sportivo Esercito                                                   | 2,25 m      | Nicola Ciotti Centro Sportivo Carabinieri                                                       | 2,25 m      | Giulio Ciotti Gruppo Sportivo Fiamme Azzurre                                                | 2,21 m      |
| Salto con l'asta                                                                        | Giorgio Piantella Centro Sportivo Carabinieri                                               | 5,20 m      | Sergio D'Orio Gruppi Sportivi Fiamme Gialle                                                     | 5,00 m      | Marco Boni Centro Sportivo Aeronautica Militare                                             | 5,00 m      |
| Salto in lungo                                                                          | Stefano Tremigliozzi Centro Sportivo Aeronautica Militare                                   | 7,73 m      | Ferdinando Iucolano Centro Sportivo Aeronautica Militare                                        | 7,70 m      | Nicola Trentin Gruppo Sportivo Fiamme Azzurre                                               | 7,66 m      |
| Salto triplo                                                                            | Fabrizio Donato Gruppi Sportivi Fiamme Gialle                                               | 16,37 m     | Fabrizio Schembri Centro Sportivo Carabinieri                                                   | 16,35 m     | Michele Boni Centro Sportivo Aeronautica Militare                                           | 15,77 m     |
| Getto del peso                                                                          | Paolo Capponi Gruppo Sportivo Fiamme Oro                                                    | 19,27 m     | Paolo Dal Soglio Centro Sportivo Carabinieri                                                    | 18,62 m     | Marco Di Maggio Centro Sportivo Aeronautica Militare                                        | 18,51 m     |
| Lancio del disco                                                                        | Hannes Kirchler Centro Sportivo Carabinieri                                                 | 61,09 m     | Diego Fortuna Centro Sportivo Carabinieri                                                       | 59,17 m     | Giovanni Faloci Gruppi Sportivi Fiamme Gialle                                               | 58,77 m     |
| Lancio del martello                                                                     | Marco Lingua Gruppi Sportivi Fiamme Gialle                                                  | 78,13 m     | Nicola Vizzoni Gruppi Sportivi Fiamme Gialle                                                    | 76,53 m     | Pellegrino Delli Carri Centro Sportivo Aeronautica Militare                                 | 70,00 m     |
| Lancio del giavellotto                                                                  | Roberto Bertolini Atletica Cento Torri Pavia                                                | 75,66 m     | Leonardo Gottardo Atletica Biotekna Marcon                                                      | 70,12 m     | Antonio Fent Jager Atletica Vittorio Veneto                                                 | 70,04 m     |
| record dei campionati; record nazionale; record personale; record personale stagionale. |                                                                                             |             |                                                                                                 |             |                                                                                             |             |

### Donne
| Specialità                                                                              | Oro                                                                                       | Prestazione | Argento                                                                                   | Prestazione | Bronzo                                                                                | Prestazione |
| Corse                                                                                   |                                                                                           |             |                                                                                           |             |                                                                                       |             |
| 100 m                                                                                   | Anita Pistone Centro Sportivo Esercito                                                    | 11"45       | Manuela Grillo Gruppo Sportivo Forestale                                                  | 11"51       | Martina Giovanetti Gruppo Sportivo Forestale                                          | 11"63       |
| 200 m                                                                                   | Vincenza Calì Gruppo Sportivo Fiamme Azzurre                                              | 23"10       | Libania Grenot CUS Cagliari                                                               | 23"45       | Manuela Grillo Gruppo Sportivo Forestale                                              | 23"81       |
| 400 m                                                                                   | Daniela Reina Gruppo Sportivo Fiamme Azzurre                                              | 53"48       | Marta Milani Centro Sportivo Esercito                                                     | 53"75       | Chiara Bazzoni Centro Sportivo Esercito                                               | 54"64       |
| 800 m                                                                                   | Elisa Cusma Centro Sportivo Esercito                                                      | 2'03"59     | Chiara Nichetti Italgest Athletic Club                                                    | 2'05"54     | Cristina Grange Atletica Canavesana                                                   | 2'07"73     |
| 1500 m                                                                                  | Maria Vittoria Fontanesi Self Atletica                                                    | 4'19"18     | Agnes Tschurtschenthaler Gruppo Sportivo Forestale                                        | 4'19"52     | Valentina Costanza Centro Sportivo Esercito                                           | 4'20"12     |
| 5000 m                                                                                  | Elena Romagnolo Centro Sportivo Esercito                                                  | 15'55"79    | Adelina De Soccio Gruppi Sportivi Fiamme Gialle                                           | 16'19"94    | Rosaria Console Gruppi Sportivi Fiamme Gialle                                         | 16'19"97    |
| 10 000 m                                                                                | Rosaria Console Gruppi Sportivi Fiamme Gialle                                             | 33'40"98    | Gloria Marconi Calcestruzzi Corradini Excelsior                                           | 34'08"21    | Claudia Pinna CUS Cagliari                                                            | 34'22"67    |
| 3000 m siepi                                                                            | Emma Quaglia CUS Genova                                                                   | 10'07"48    | Agnes Tschurtschenthaler Gruppo Sportivo Forestale                                        | 10'10"19    | Micaela Bonessi ASV Sterzing Volksbank                                                | 10'18"53    |
| 100 m hs                                                                                | Micol Cattaneo Centro Sportivo Carabinieri                                                | 13"18       | Marzia Caravelli CUS Cagliari                                                             | 13"47       | Marta Tomassetti Centro Sportivo Esercito                                             | 13"78       |
| 400 m hs                                                                                | Benedetta Ceccarelli Centro Sportivo Carabinieri                                          | 56"88       | Manuela Gentili CUS Palermo                                                               | 58"24       | Monika Niederstätter Gruppo Sportivo Forestale                                        | 58"38       |
| Marcia 5 000 m                                                                          | Sibilla Di Vincenzo Fondiaria SAI Atletica                                                | 21'46"02    | Valentina Trapletti Centro Sportivo Esercito                                              | 22'08"06    | Gisella Orsini Gruppo Sportivo Forestale                                              | 22'32"85    |
| Staffetta 4×100 m                                                                       | Gruppo Sportivo Forestale Flavia Arcioni Manuela Grillo Giulia Arcioni Martina Giovanetti | 45"02       | Centro Sportivo Esercito Daniela Graglia Rita De Cesaris Marta Tomassetti Chiara Bazzoni  | 45"99       | Fondiaria SAI Atletica Manuela Vellecco Tiziana Grasso Chiara Gervasi Ilenia Draisci  | 46"25       |
| Staffetta 4×400 m                                                                       | Centro Sportivo Esercito Chiara Bazzoni Francesca Endrizzi Marta Milani Elisa Cusma       | 3'42"62     | Assindustria Sport Natascia Marchetti Alessandra Finesso Alessia Tomassetti Anna Guerrera | 3'46"84     | Italgest Athletic Club Eleonora Sirtoli Marta Avogadri Giulia Alberti Chiara Nichetti | 3'47"19     |
| Concorsi                                                                                |                                                                                           |             |                                                                                           |             |                                                                                       |             |
| Salto in alto                                                                           | Antonietta Di Martino Gruppi Sportivi Fiamme Gialle                                       | 1,93 m      | Raffaella Lamera Centro Sportivo Esercito                                                 | 1,87 m      | Valeria Marconi Gruppo Sportivo Valsugana Trentino                                    | 1,83 m      |
| Salto con l'asta                                                                        | Anna Giordano Bruno Fondiaria SAI Atletica                                                | 4,35 m      | Arianna Farfaletti Casali Italgest Athletic Club                                          | 4,30 m      | Elena Scarpellini Fondiaria SAI Atletica                                              | 4,20 m      |
| Salto in lungo                                                                          | Tania Vicenzino Centro Sportivo Esercito                                                  | 6,06 m      | Elisa Zanei Gruppo Sportivo Valsugana Trentino                                            | 6,01 m      | Chiara Mancino CUS Torino                                                             | 5,86 m      |
| Salto triplo                                                                            | Magdelín Martínez Assindustria Sport Padova                                               | 13,57 m     | Silvia Cucchi Gruppo Sportivo Fiamme Oro                                                  | 13,41 m     | Federica De Santis ASA Ascoli Piceno                                                  | 13,35 m     |
| Getto del peso                                                                          | Chiara Rosa Gruppo Sportivo Fiamme Azzurre                                                | 17,96 m     | Assunta Legnante Italgest Athletic Club                                                   | 17,53 m     | Mara Rosolen Gruppo Sportivo Fiamme Oro                                               | 15,98 m     |
| Lancio del disco                                                                        | Laura Bordignon Gruppo Sportivo Fiamme Azzurre                                            | 57,25 m     | Valentina Aniballi Centro Sportivo Esercito                                               | 56,02 m     | Cristiana Checchi Gruppo Sportivo Forestale                                           | 53,33 m     |
| Lancio del martello                                                                     | Clarissa Claretti Centro Sportivo Aeronautica Militare                                    | 72,46 m     | Silvia Salis Gruppo Sportivo Forestale                                                    | 69,72 m     | Ester Balassini Gruppi Sportivi Fiamme Gialle                                         | 65,57 m     |
| Lancio del giavellotto                                                                  | Claudia Coslovich Fondiaria SAI Atletica                                                  | 57,47 m     | Luana Picchianti Centro Sportivo Esercito                                                 | 51,58 m     | Silvia Carli Gruppo Sportivo Fiamme Oro                                               | 49,91 m     |
| record dei campionati; record nazionale; record personale; record personale stagionale. |                                                                                           |             |                                                                                           |             |                                                                                       |             |

### Campionati italiani di prove multiple
| Specialità                                                                              | Oro                                         | Prestazione | Argento                                       | Prestazione | Bronzo                                       | Prestazione |
| Decathlon (uomini)                                                                      | Paolo Mottadelli Atletica Cento Torri Pavia | 7215 p.     | Lukas Lanthaler SV Lana Raika                 | 6995 p.     | Riccardo Palmieri Sport Atletica Fermo       | 6902 p.     |
| Eptathlon (donne)                                                                       | Francesca Doveri Centro Sportivo Esercito   | 5673 p.     | Elisa Trevisan Gruppo Sportivo Fiamme Azzurre | 5606 p.     | Elisa Bettini Gruppo Sportivo Fiamme Azzurre | 5485 p.     |
| record dei campionati; record nazionale; record personale; record personale stagionale. |                                             |             |                                               |             |                                              |             |